# Groeivorm
Planten kunnen in groeivormen worden ingedeeld op grond van hun habitus: hun algemene uiterlijke morfologische kenmerken. Bij de zaadplanten wordt dan bijvoorbeeld gekeken naar de mate van verhouting van de stengel (stam) en de mate en plaats van vertakking, naar het al of niet afvallen van de bladeren en hun algemene vorm.

## Zaadplanten
De indeling in groeivormen naar morfologische kenmerken voor zaadplanten is grotendeels verwerkt in de indeling in levensvormen volgens Raunkiær. De verschillende literatuur over definities van groeivormen en levensvormen is vaak verwarrend en tegenstrijdig. Een min of meer gebruikelijke indeling, waarop naar behoefte variaties worden gemaakt, volgt hieronder.
| Bij zaadplanten kunnen worden onderscheiden: - Houtige planten - naaldbomen - loofbomen - loofverliezende loofbomen - groenblijvend loofbomen - struiken - lianen - Kruidachtige planten - rozetplanten - kussenplanten - breedbladige kruiden - smalbladige kruiden, grasachtigen - klimplanten, slingerplanten - hoge kruiden |

### Levensvormen naar Raunkiær

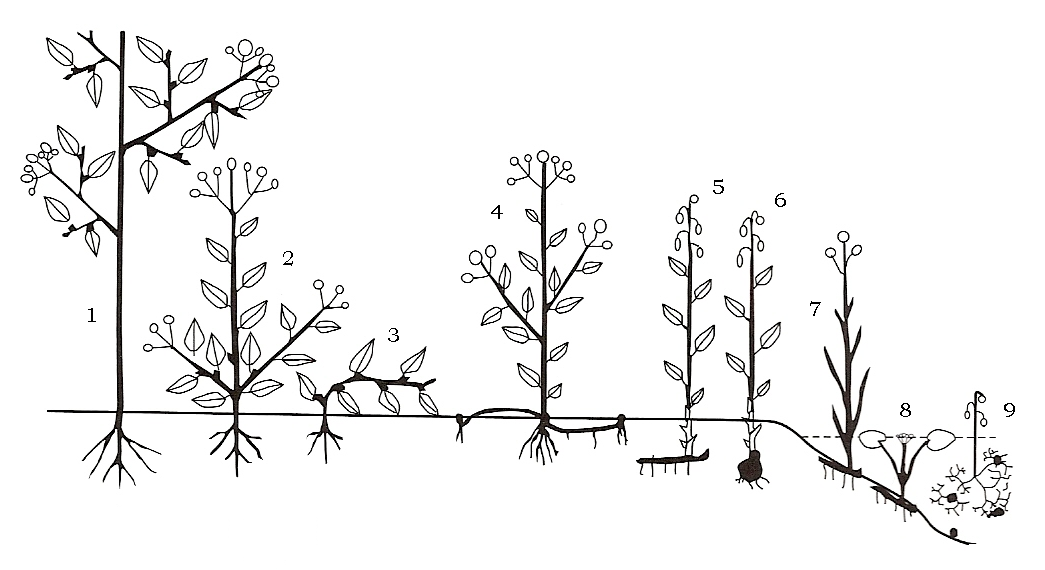
Raunkiær's levensvormen:
1. Fanerofyt.
2-3. Chamefyt.
4. Hemikryptofyt.
5-6. Cryptofyt.
7. Helofyt.
8-9. Hydrofyt.
Therofyt (wordt niet getoond)

Christen Christiansen Raunkiær heeft de meest gebruikte de indeling van zaadplanten in levensvormen gemaakt. Deze wordt toegepast in de beschrijvende plantkunde en in de vegetatiekunde. De indeling is gebaseerd op de plaatsing van de organen (zoals knoppen en zaden) die van belang zijn voor het overleven van het ongunstige seizoen (zoals koude winters, droge zomers). 

## Korstmossen
Een gebruikelijke indeling bij korstmossen:
- bladvormig korstmos
- geleivormig korstmos
- haarvormig korstmos
- korstvormig korstmos
  - placodioid korstmos
  - poedervormig korstmos
- struikvormig korstmos
  - baardvormig korstmos

## Levermossen
Bij de levermossen kan onderscheid gemaakt worden in folieuze of bebladerde levermossen en thalleuze levermossen.

## Mossen
Een globale indeling bij de mossen is die op grond van kun algehele vertakkingswijze, de bouw van de plant met van stengels en zijtakken en de plaats van de sporenkapsels. De onderscheiden groepen zijn topkapselmossen, slaapmossen en cladocarpe mossen. Enkele groepen passen niet goed in deze indeling, zoals de veenmossen.
Een wat nauwkeuriger indeling bij mossen is: 
- eenjarige mossen
- alleenstaande mossen
- lage zoden
- kussens
- waaiers
- matten
- hoge zoden
- weefsels
- hangende mossen
- boomvormige mossen

In zijn mossentabel (een determinatietabel voor levermossen, mossen en hauwmossen) onderscheidt Margadant de volgende praktische groepen:
| - levermossen (Marchantophyta): - thalleuze levermossen - bebladerde levermossen - 'echte' mossen (Bryophyta): - veenmossen - topkapselmossen - zoden, - kussens en - polletjes - slaapmossen: - boompjesmossen - dubbelgeveerde mossen - 'haakmossen' - klauw- en sikkelmossen - platte slaapmossen - mollige slaapmossen - puntmossen - geplooide slaapmossen - enkel geveerde slaapmossen - kortcellige slaapmossen - generfde en ongenerfde restgroepen |